# Odznaka Honorowa Bundeswehry
Odznaka Honorowa Bundeswehry (niem. Ehrenzeichen der Bundeswehr) – odznaczenie wojskowe Republiki Federalnej Niemiec, nadawane żołnierzom Bundeswehry, żołnierzom sił zbrojnych innych państw oraz osobom cywilnym za czyny waleczności w warunkach bojowych, za zasługi dla Bundeswehry, a także za długoletnią wzorową służbę wojskową.

## Historia i nadawanie
Odznaczenie wprowadził w 1980 roku ówczesny minister obrony RFN Hans Apel z okazji rocznicy 25-lecia utworzenia Bundeswehry, zaś zatwierdził 29 października tegoż roku prezydent Karl Carstens. Pierwsze nadanie miało miejsce 6 listopada 1980 roku. Odznaka posiadała początkowo cztery stopnie: złoty, srebrny i brązowy krzyż, oraz brązowy medal. Odznaczenie od początku istnienia nadaje Minister Obrony RFN, reprezentowany zwykle przez oficera w randze co najmniej dowódcy batalionu. Zgodnie ze statutem, krzyż złoty może otrzymać żołnierz, bez względu na posiadany stopień po co najmniej 20 latach służby, krzyż srebrny po 10 latach, brązowy po 5 latach, zaś medal po 7 miesiącach służby, przy czym nadania nie następują automatycznie. Do otrzymania wyższego stopnia, nie jest wymagane posiadanie odznaczenia stopnia niższego. W szczególnych przypadkach okres służby uprawniający do otrzymania danego stopnia może być skrócony. Przy nadaniach dla żołnierzy innych państw okres służby nie jest brany pod uwagę. Odznaka w danym stopniu może być nadana tylko raz.

### Dodatkowe stopnie
W roku 2008 w związku z rosnącym uczestnictwem niemieckich sił zbrojnych w misjach stabilizacyjnych poza granicami RFN (zwłaszcza w Afganistanie) w Niemczech pojawiła się idea przywrócenia Żelaznego Krzyża, jako odznaczenia honorującego czyny męstwa i waleczności w warunkach bojowych. Z pomysłu ostatecznie zrezygnowano, przede wszystkim  ze względu na obawę, jak przywrócenie krzyża budzącego niedobre skojarzenia zostanie odebrane w innych krajach, ze względu na fakt, że historycznie Żelazny Krzyż był nadawany wyłącznie w czasie wojny, a także z powodu niechęci większości społeczeństwa niemieckiego do samego pomysłu. Zamiast tego 13 sierpnia 2008 roku odznaczenie zostało rozszerzone o trzy stopnie specjalne: Krzyż Honorowy Bundeswehry za Waleczność (Ehrenkreuz der Bundeswehr für Tapferkeit) oraz dwustopniowy Krzyż Honorowy Bundeswehry z Odznaką Czerwoną (Ehrenkreuz der Bundeswehr mit rotem Rand) za szczególnie wybitne osiągnięcia (für besonders herausragende leistungen), zwany także Krzyżem Honorowym Szczególnego Wykonania (Ehrenkreuz der Bundeswehr in Besonderer Ausführung), przeznaczone do honorowania zasług w warunkach bojowych lub innych warunkach związanych z zagrożeniem życia (np. za ratowanie ginących).
Pierwsze nadanie Krzyża Honorowego z Odznaką Czerwoną miało miejsce w grudniu 2008 roku, natomiast Krzyża za Waleczność – 6 lipca 2009 roku. Do chwili obecnej (kwiecień 2013) Krzyż honorowy za Waleczność otrzymało 27 osób (w tym 2 pośmiertnie).
Kolejność noszenia poszczególnych stopni jest następująca:
1.
- Krzyż Honorowy Bundeswehry za Waleczność (Ehrenkreuz der Bundeswehr für Tapferkeit)

2.
- Krzyż Honorowy Bundeswehry w Złocie z Odznaką Czerwoną (Ehrenkreuz der Bundeswehr in Gold mit rotem Rand)
- Krzyż Honorowy Bundeswehry w Złocie (Ehrenkreuz der Bundeswehr in Gold)

3.
- Krzyż Honorowy Bundeswehry w Srebrze z Odznaką Czerwoną (Ehrenkreuz der Bundeswehr in Silber mit rotem Rand)
- Krzyż Honorowy Bundeswehry w Srebrze (Ehrenkreuz der Bundeswehr in Silber)

4.
- Krzyż Honorowy Bundeswehry w Brązie (Ehrenkreuz der Bundeswehr in Bronze)

5.
- Medal Honorowy Bundeswehry (Ehrenmedaille der Bundeswehr)

## Insygnia
Oznakę Krzyża honorowego stanowi wykonany w pozłacanym, posrebrzanym lub patynowanym na brązowo metalu nieemaliowany krzyż o rozszerzających się ramionach. Pośrodku awersu znajduje się okrągła tarcza z wizerunkiem orła RFN na tle symbolu Bundeswehry – krzyża zbliżonego wyglądem do Krzyża Żelaznego; całość otacza dębowy wieniec. Odwrotna strona krzyża jest gładka. Awers medalu ma taki sam kształt jak tarcza krzyża, na rewersie znajduje się napis FÜR BESONDERE VERDIENSTE BUNDESWEHR (za szczególne zasługi – Bundeswehra) i trzy listki dębu; całość otacza również dębowy wieniec.
Krzyż honorowy za Waleczność ma kształt identyczny jak zwykły krzyż złoty, jedynie na wstążce umieszczone jest pozłacane okucie w postaci spiętych liści dębowych. Krzyże honorowe za Szczególnie Wybitne Osiągnięcia są takie same jak krzyż złoty oraz srebrny, lecz brzegi ramion są pokryte czerwoną emalią.
Wstążka wszystkich stopni jest czarna z czerwono-złotymi paskami wzdłuż brzegów. Na baretce umieszcza się miniaturę odpowiedniego stopnia odznaczenia, z wyjątkiem baretki Krzyża za Waleczność, na której umieszcza się okucie w formie liści dębu, tak jak na wstążce.